# Blood Money
Blood Money je studiové album Toma Waitse, vydané v roce 2002 u vydavatelství ANTI-. V roce 2005 byla skladba „God's Away on Business“ použita ve filmu Enron: The Smartest Guys in the Room.

## Seznam skladeb
Všechny skladby napsali Tom Waits a Kathleen Brennan.
| Pořadí         | Název                            | Délka |
| -------------- | -------------------------------- | ----- |
| 1.             | Misery Is the River of the World | 4:25  |
| 2.             | Everything Goes to Hell          | 3:45  |
| 3.             | Coney Island Baby                | 4:02  |
| 4.             | All the World Is Green           | 4:36  |
| 5.             | God's Away on Business           | 2:59  |
| 6.             | Another Man's Vine               | 2:28  |
| 7.             | Knife Chase (instrumentální)     | 2:26  |
| 8.             | Lullaby                          | 2:09  |
| 9.             | Starving in the Belly of a Whale | 3:41  |
| 10.            | The Part You Throw Away          | 4:22  |
| 11.            | Woe                              | 1:20  |
| 12.            | Calliope (instrumentální)        | 1:59  |
| 13.            | A Good Man Is Hard to Find       | 3:57  |
| Celková délka: | Celková délka:                   | 42:11 |